# بوبکر دیالو
بوبکر دیالو (انگلیسی: Boucader Diallo؛ زادهٔ ۱۴ سپتامبر ۱۹۸۴) بازیکن فوتبال اهل مالی است.
از باشگاه‌هایی که در آن بازی کرده است می‌توان به باشگاه فوتبال المریخ اشاره کرد.
وی همچنین در تیم ملی فوتبال مالی بازی کرده است.